# Малаховский, Владимир Давыдович
Владимир Давыдович Малаховский (23 октября 1932, Ленинград — 29 июля 2009, Санкт-Петербург) — советский и российский тренер по дзюдо и самбо. Заслуженный тренер СССР.

## Биография
Родился в 1932 году в Ленинграде. Во время Великой Отечественной войны пережил блокаду города. В 1956 году окончил Ленинградский сельскохозяйственный институт. С 1958 года работал в опытно-экспериментальном комплексе Кировского завода в Ленинграде, впоследствии стал его директором. Тренировался борьбе самбо у И. В. Васильева.
Был создателем и старшим тренером секции самбо СК «Кировец» с 1958 года. Государственный тренер по дзюдо по Ленинграду в 1977—79 гг, позднее в Санкт-Петербурге в 1997—1999 гг.
Заслуженный тренер РСФСР (1968) и СССР.
Подготовил 59 мастеров спорта. Среди его учеников — чемпион мира среди студентов О. Канонеров, серебряный призёр первенства Европы В. Карпуткина, чемпион СССР В. Иванова, Д. Пластунов, каскадёр и киноактёр Н. Сысоев, Заслуженный тренер РСФСР А. Недожогин.
Судья всесоюзной категории (1966). Судья международной категории (1972). Главный судья чемпионатов СССР (1969, 1973, 1974, 1977). Председатель коллегии судей Ленинграда в 1972—79 гг. Председатель Федерации дзюдо Ленинграда в 1979—82 гг.
Умер 19 июля 2009 года. Похоронен на Красненьком кладбище в Санкт-Петербурге.

### Публикации
- «Из записной книжки тренера» (1998)
- «Бросок памяти» (2004)